# Tiopental sodic
Tiopentalul sodic este un anestezic general din clasa barbituricelor, utilizat pentru inducerea anesteziei generale de durată scurtă, în asociere cu un analgezic. Se administrează intravenos.
Tiopentalul sodic a fost anestezicul general de elecție din lista medicamentelor esențiale ale Organizației Mondiale a Sănătății dar a fost înlocuit de propofol. Totuși, medicamentul mai apare pe listă ca alternativă la propofol, depinzând de disponibilitatea și costurile locale ale acestor două anestezice generale.

## Utilizări medicale
- Anestezie generală de scurtă durată, faza de inducție[8][7]
- Convulsii ce pot apărea în timpul anesteziei generale cu anestezice volatile[9]

## Reacții adverse
Poate produce deprimare respiratorie, hipoventilație, reacții alergice (bronhospasm, laringospasm).